# Più forti del destino
Più forti del destino è una miniserie televisiva italiana trasmessa in prima serata su Canale 5 dal 9 al 18 marzo 2022. È diretta da Alexis Sweet, prodotta da Fabula Pictures in collaborazione con RTI ed ha come protagoniste Giulia Bevilacqua, Laura Chiatti e Dharma Mangia Woods. È il remake della miniserie francese Le Bazar de la Charité, distribuita su Netflix nel 2019 con il titolo italiano Destini in fiamme.

## Trama
Palermo, 1897. Tre donne: Arianna, Rosalia e Costanza, rimangono sconvolte dopo un incendio all'inaugurazione della mostra nazionale della scienza e della tecnica. Inoltre l'incendio, divampato da un proiettore, provoca centinaia di vittime, in maggioranza donne. Da lì, la trama ruota attorno all'impatto e alle conseguenze che quel terribile evento ha sulla vita delle tre donne.

## Episodi
| Stagione       | Puntate | Prima TV |
| -------------- | ------- | -------- |
| Prima stagione | 4       | 2022     |

## Personaggi e interpreti

### Personaggi principali
- Arianna Di Villalba, interpretata da Giulia Bevilacqua. È la moglie di Guglielmo, madre di Camilla e amante segreta di Saverio Mancuso. Durante l'incendio si trovava con quest'ultimo, ma farà credere di essere stata presente nell'incendio per far perdere le proprie tracce, in modo da proteggere la figlia dal marito Guglielmo, per poi tornare dalla figlia.
- Rosalia Catalano, interpretata da Laura Chiatti. È la moglie di Giuseppe e lavora come domestica dai Di Giusto. È una delle donne che erano presenti durante l'incendio. Sopravvissuta per miracolo quando tutti la credono morta, viene poi costretta dalla marchesa Elvira a fingere di essere sua figlia Margherita.
- Guglielmo Di San Martino, interpretato da Thomas Trabacchi. È il duca di Villalba nonché marito di Arianna. È una delle persone più influenti di Palermo e aspira ad entrare in Parlamento. Per riuscirci è disposto a tutto, anche ad insabbiare la verità sulle responsabilità dell'incendio per incolpare gli anarchici.
- Costanza Di Giusto, interpretata da Dharma Mangia Woods. È la figlia di Augusto e Matilde ed è promessa in sposa di Antonio Moncada. Durante l'incendio è stata salvata dall'anarchico Libero Gulì, di cui si innamora.
- Libero Gulì, interpretato da Leonardo Pazzagli. È l'anarchico che ha salvato dall'incendio Costanza, di cui si innamora. Viene condannato a morte perché ritenuto essere il responsabile dell'incendio. Costanza e il commissario Lucchesi, che si scopre essere il suo padre segreto, faranno di tutto per salvarlo.
- Elvira Di Buonvicino, interpretata da Loretta Goggi. È la marchesa di Buonvicino ed è la madre di Margherita e nonna di Tommaso. Dopo la morte della figlia sostituirà segretamente quest'ultima con Rosalia.
- Augusto Di Giusto, interpretato da Paolo Sassanelli. È il conte di Siculiana ed è il marito di Matilde e padre di Costanza. È lui che porta il cinematografo alla mostra.
- Matilde Di Giusto, interpretata da Alessia Giuliani. È la moglie di Augusto e madre di Costanza nonché sorella di Arianna.
- Pietro Lucchesi, interpretato da Sergio Rubini. È il commissario che indaga sull'incendio e che ha un conto in sospeso con Guglielmo ed è il padre segreto di Libero.

### Personaggi secondari
- Giuseppe Catalano, interpretato da Giovanni Anzaldo. È il marito di Rosalia.
- Antonio Moncada, interpretato da Teodoro Giambanco. È il marchese di Entella ed è il promesso sposo di Costanza.
- Saverio Mancuso, interpretato da Stefano Rossi Giordani. È un giornalista scomodo nonché amante segreto di Arianna.
- Ferdinando Pennisi Di Carini, interpretato da Davide Paganini. È il marito di Margherita Di Buonvicino in contrasto con la suocera, la marchesa Elvira.
- Salvo, interpretato da Fabio Bizarro. È un giovane amico di Saverio.
- Camilla Di San Martino, interpretata da Chiara Cassiano. È la figlia di Arianna e Guglielmo.
- Tommaso, interpretato da Edoardo Boschetti. È il figlio di Margherita e nipote di Elvira.
- Margherita Di Buonvicino, interpretata da Francesca Valtorta. È la figlia di Elvira e madre di Tommaso.
- Patanè, interpretato da Renato Marchetti. È un poliziotto che collabora con il commissario Lucchesi.
- Prefetto Lo Verso, interpretato da Claudio Castrogiovanni.
- Questore, interpretato da Gaetano Aronica.
- Caporedattore, interpretato da Raffaele Buranelli. Dirige il giornale La Riscossa per cui lavora Saverio.
- Gaetano Barba, interpretato da Francesco Meoni. È il titolare di una locanda e amico del commissario Lucchesi.
- Giovanni, interpretato da Alfredo Pea. È il maggiordomo della marchesa Elvira.
- Maria, interpretata da Marta Bulgherini. È una cameriera che lavora per la marchesa Elvira nonché amante di Ferdinando.
- Ersilia, interpretata da Mariella Lo Sardo. È la governante dei Di San Martino.
- Carmela, interpretata da Eleonora Russo. È una cameriera.
- Filippo, interpretato da Angelo Tanzi. È il maggiordomo dei Di Giusto.
- Camilla, interpretata da Teresa Luchena. È una tata.
- Fabbro, interpretato da Michele Savoia.

## Produzione
La miniserie è prodotta da Fabula Pictures in collaborazione con RTI.

### Riprese
Le riprese della miniserie sono iniziate alla fine di marzo 2021 e sono terminate a luglio dello stesso anno. La miniserie è stata girata nel capoluogo pugliese di Lecce presso San Cesario di Lecce. Come annunciato dal quotidiano locale La Gazzetta del Mezzogiorno, altre riprese si sono svolte a San Vito dei Normanni (in provincia di Brindisi), presso il Castello Dentice di Frasso  e presso Palazzo Seracca Guerrieri a Trepuzzi (in provincia di Lecce).